# ライフ (ボーイ・ジョージ&カルチャー・クラブのアルバム)
『ライフ』（Life）は、ボーイ・ジョージとカルチャー・クラブが連名で2018年にリリースしたスタジオ・アルバム。発売元はBMG Music。

## 概要
カルチャー・クラブとしては6枚目、ボーイ・ジョージとしては通算10枚目のアルバム（ベストを除く）。
イギリスのアルバムチャートでは12位を記録、アルバムチャートのトップ20入りはカルチャー・クラブとしては32年ぶり、ボーイ・ジョージとしては初めてだった。

## トラックリスト
| #   | タイトル                             | 作詞 | 作曲・編曲 |
| --- | ------------------------------------ | ---- | ---------- |
| 1.  | 「ゴッド&ラヴ」                      |      |            |
| 2.  | 「バッド・ブラッド」                 |      |            |
| 3.  | 「ヒューマン・ズー」                 |      |            |
| 4.  | 「レット・サムバディ・ラヴ・ユー」   |      |            |
| 5.  | 「ホワット・ダズ・ソーリー・ミーン」 |      |            |
| 6.  | 「ラナウェイ・トレイン」             |      |            |
| 7.  | 「レスティング・ビッチ・フェイス」   |      |            |
| 8.  | 「ディファレント・マン」             |      |            |
| 9.  | 「オイル&ウォーター」                |      |            |
| 10. | 「モア・ザン・サイレンス」           |      |            |
| 11. | 「ライフ」                           |      |            |